# Diesingiinae
Diesingiinae is een onderfamilie van kreeftachtigen uit de klasse van de Ichthyostraca.

## Geslachten
- Alofia Giglioli, in Sambon, 1922
- Diesingia Sambon, 1922
- Selfia Riley, 1994